# Matias de Albuquerque

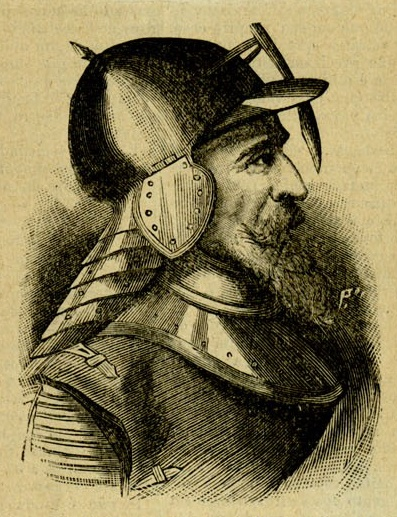
Mathias D'Albuquerque.

Matias de Albuquerque, primer y único conde de Alegrete (Olinda, 1580-Lisboa, 9 de junio de 1647), fue un administrador colonial portugués, hermano del donatario de la Capitanía de Pernambuco.
Fue recompensado con el título de conde de Alegrete por su victoria en la batalla de Montijo (1644).

## Biografía
En el ejercicio del gobierno de la capitanía de Pernambuco, hubo de hacer frente a las Invasiones neerlandesas de Brasil, desde la capital del Estado de Brasil, Salvador de Bahía, fue designado interinamente por la Cámara (entonces refugiada en Vitória, en la Capitanía del Espíritu Santo) para el cargo de Gobernador-General de los Estados de Brasil, tras la captura y deportación de su antecesor, Diogo de Mendonça Furtado (1621-24).
En 1644 fue recompensado con el título de primer conde de Alegrete por su victoria en la batalla de Montijo.
- Datos: Q2081458
- Multimedia: Matias de Albuquerque, Count of Alegrete / Q2081458